# Strage della corriera fantasma
La strage della corriera fantasma, conosciuta anche come strage della corriera della morte, è stata una serie di delitti commessi tra il 16 e 17 maggio 1945 a Concordia sulla Secchia e San Possidonio, in provincia di Modena. Nei giorni successivi alla liberazione d'Italia al termine della seconda guerra mondiale, la polizia partigiana di Concordia fermò almeno un camion, successivamente ribattezzato "corriera" dalla stampa giornalistica, proveniente da Brescia che trasportava alcune decine di passeggeri, tra cui 16 ex militari della Repubblica Sociale Italiana che vennero uccisi e sepolti in due fosse comuni. Dopo 23 anni fu rinvenuta una terza fossa comune anche a San Possidonio.
Per tali fatti si sono svolti due processi nel 1950-1951 e nel 1970: in quello relativo ai fatti di Concordia furono condannati due ex partigiani, mentre il procedimento per i fatti di San Possidonio vide il proscioglimento degli accusati per amnistia e prescrizione del reato.

## La strage di Concordia

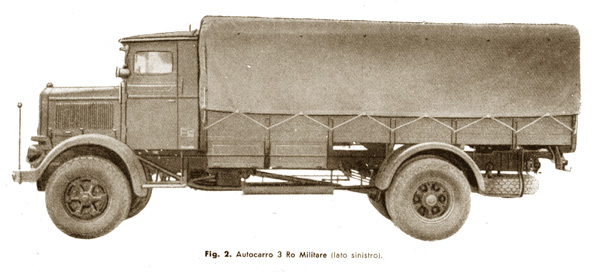
Autocarro Lancia 3Ro

Nel maggio 1945, a seguito dell'ultima offensiva alleata in Italia che portò alla caduta della Repubblica Sociale Italiana, molti civili e molti soldati di origine meridionale del disciolto esercito fascista si trovarono quindi separati dalle proprie famiglie
Il Vaticano, attraverso la Pontificia Opera di Assistenza, si adoperò per permettere il rientro a casa di tutti gli sfollati che si trovavano al nord e mise a disposizione diversi autocarri per renderne possibile il rientro.
Su un autocarro Lancia 3Ro partito da Erbusco il 14 maggio 1945 trovarono posto 43 passeggeri di cui numerosi ex Internati Militari Italiani provenienti dai campi in Germania e alcuni ex militi della RSI della scuola allievi ufficiali della GNR di Oderzo, in provincia di Treviso. Tutti i passeggeri erano muniti di un lasciapassare rilasciato dal CLN. Sul mezzo, prima della partenza fu issata la bandiera vaticana.
L'autocarro, nel suo tragitto, fu fermato presso Concordia sulla Secchia dalla Polizia partigiana e i passeggeri furono costretti a scendere per effettuare controlli. Di costoro, sedici furono trattenuti mentre gli altri poterono proseguire il viaggio fino a Modena, dove il mezzo subì un cambio di programma e dovette rientrare a Brescia per effettuare un nuovo carico. I passeggeri lasciati a Modena tentarono poi di raggiungere le proprie abitazioni con mezzi di fortuna. I sedici fermati furono le prime vittime della cosiddetta "corriera fantasma". Le notizie frammentarie che circolavano nel frattempo e la preoccupazione dei parenti degli scomparsi contribuirono alla diffusione di notizie erronee come la scomparsa dell'intero gruppo di passeggeri e dello stesso autocarro.

## Rinvenimento dei corpi

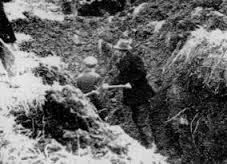
Gli scavi all'interno della fossa anticarro dove furono rinvenuti i resti dei fucilati

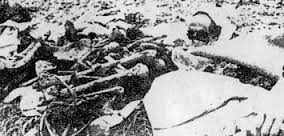
I resti delle vittime

Nel 1946 fu rinvenuta a Moglia (provincia di Mantova) una fossa comune con sei corpi appartenenti a un primo gruppo di vittime, mentre nel novembre 1948 fu rinvenuta a Villanuova di Concordia una seconda fossa comune con un gruppo di dieci vittime che, grazie agli effetti personali, furono identificati per i passeggeri arrivati da Brescia. In base a ricostruzioni successive si scoprì che i sedici passeggeri furono dapprima condotti a Villa Medici di Concordia ove furono derubati e malmenati. Poi la notte tra il 16 e 17 maggio furono nuovamente prelevati e dopo essere stati condotti nel vicino podere furono uccisi.

## Le vittime rinvenute a Concordia

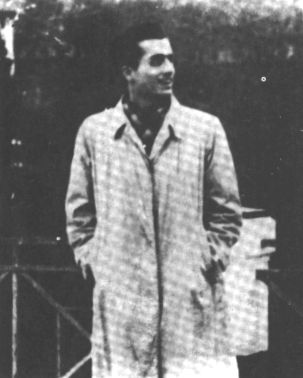
L'allievo ufficiale Nicodemo Della Gerva

In base agli atti processuali nel territorio di Concordia fu possibile identificare solo i resti di undici delle vittime mentre cinque rimasero ignote:
| Nome e cognome                      | Reparto                         | provenienza | Data di nascita  | Note |
| ----------------------------------- | ------------------------------- | ----------- | ---------------- | --- |
| Enrico Serrelli                     | Guardia Nazionale Repubblicana  | Lucca       | 25 ottobre 1925  | Comando di Brescia |
| Cesare Augusto Jannoni-Sebastianini | Guardia Nazionale Repubblicana  | Roma        | 26 giugno 1924   | Scuola allievi ufficiali di Oderzo |
| Marcello Calvani                    | Guardia Nazionale Repubblicana  | Roma        | 23 febbraio 1923 | Scuola allievi ufficiali di Oderzo |
| Roberto Lombardi                    | Guardia Nazionale Repubblicana  | Roma        | 28 febbraio 1926 | Scuola allievi ufficiali di Oderzo |
| Marcello Cozzi                      | Guardia Nazionale Repubblicana  | Roma        | 24 luglio 1926   | Scuola allievi ufficiali di Oderzo |
| Nicodemo Della Gerva                | Guardia Nazionale Repubblicana  | Tolentino   | 13 ottobre 1922  | Scuola allievi ufficiali di Oderzo |
| Alfonso Cagno                       | Guardia Nazionale Repubblicana  |             |                  | |
| Vincenzo Giuffrè                    | Marina Nazionale Repubblicana   |             | 4 aprile 1905    | |
| Gino Grossi                         | 4ª Divisione alpina "Monterosa" | Volterra    | 23 aprile 1900   | |
| Alfio Falai                         |                                 | Livorno     |                  | Non meglio identificato |
| Alfredo Netti                       |                                 |             |                  | Non meglio identificato |
| 5 vittime ignote                    |                                 |             |                  | Tra gli ignoti si ipotizza facessero parte gli allievi ufficiali della scuola di Oderzo, Gottardi, Piccinini e i fratelli Giovanni e Silvano Quadri militi della GNR |

## Il processo di Viterbo
Solo dopo il processo tenuto presso la corte d'assise di Viterbo dal 15 dicembre 1950 al 15 gennaio 1951 si poté procedere ad una ricostruzione dell'accaduto. Ai partigiani convenuti in veste di imputati furono contestati i reati di concorso in sequestro continuato ed aggravato di persona, concorso in omicidio aggravato continuato e concorso in malversazione continuata. Il processo, che lasciò insoluti alcuni punti come il numero delle vittime che in base alle testimonianze appariva più elevato, condannò il comandante e il vicecomandante della polizia partigiana locale Armando Forti e Giovanni Bernardi per il reato di omicidio continuato alla pena di 25 anni di reclusione, di cui 16 anni e sette mesi condonati a seguito di amnistie.
Il 3 novembre 1953 la Corte d'assise d'appello di Roma confermò la sentenza di primo grado, che divenne definitiva il 16 febbraio 1955 quando la Corte di Cassazione respinse i ricorsi presentati dai condannati.

## Gli scavi di San Possidonio
Nel gennaio 1968 furono ritrovate nel "fondo Pacchioni" di San Possidonio, comune limitrofo a Concordia sulla Secchia, sei scheletri di cui alcuni con il teschio forato. Sulla base delle testimonianze dei locali furono ritenute appartenere alle vittime della strage della corriera fantasma. Le nuove indagini svolte dai carabinieri portarono ad ipotizzare che in realtà da Brescia fossero partiti almeno tre autocarri e che un secondo gruppo più consistente di passeggeri fosse stato condotto prima a Carpi e poi alla Casa del Popolo di San Possidonio. Dodici prigionieri qui detenuti sarebbero stati poi prelevati e uccisi nelle campagne limitrofe. Nel 1963 sul luogo in cui furono rinvenute le ossa fu eretto un crocifisso e un monumento commemorativo.
Il secondo processo sulla corriera fantasma si concluse il 31 ottobre 1970 presso il tribunale di Modena con l'assoluzione per amnistia e prescrizione degli accusati Onorio Borghi, Armando Borsari, Angiolino Campagnoli e Remo Pollastri.
Le ossa ritrovate vennero tumulate in tre loculi anonimi il 10 febbraio 1971 al cimitero di San Cataldo di Modena.
Nel 1990 Gualtiero Pia chiese di riavere indietro i resti del fratello Jacopo Renzo Pia, in viaggio sulla "corriera fantasma" e forse ucciso a San Possidonio. Tuttavia non fu in grado di riconoscere nulla tra le ossa rinvenute a San Possidonio, bensì forse alcuni dei resti trovati a Concordia nel 1946. Sulla richiesta postuma, venne aperto un procedimento da parte della procura di Modena che riaprì le polemiche dei movimenti di destra della zona.

## Monumento
Il 2 novembre 2004, a San Possidonio lungo la Via A. Mazza, una strada di collegamento tra San Possidonio e Cavezzo, viene eretto un cippo commemorativo per volontà del Prof. Giorgio Zavagli, il geometra Carlo Bellini e l'Avv. Roberto Lodi. https://goo.gl/maps/iYvrW7r8qCzPMT6p9

## Ossa rinvenute a San Giovanni in Persiceto
Negli anni 1960 fu rinvenuta a San Giovanni in Persiceto (Bologna) una fossa comune contenente 34 scheletri, che furono raccolti in 32 cassette e sepolti nel locale cimitero con funerali solenni.
Inizialmente si ipotizzò che i resti appartenessero agli altri passeggeri della "corriera fantasma" partita da Brescia, ma successivi test al carbonio 14 sui resti, effettuati dopo 50 anni su iniziativa dell'Associazione Nazionale Partigiani d'Italia, nel 2012 appurarono che le ossa risalivano in realtà al medioevo, in un periodo compreso tra il IX e il XII secolo.